# Itcha Range
Die Itcha Range, auch Itchas genannt, ist eine kleine isolierte Gebirgskette im West-Central Interior der kanadischen Provinz British Columbia. Sie liegt 40 km nordöstlich der Gemeinde Anahim Lake. Mit einer maximalen Höhe von 2375 m ist sie die niedrigste von drei Gebirgsketten auf dem Chilcotin Plateau, welches sich ostwärts bis an die Coast Mountains erstreckt. In der Itcha Range gibt es zwei benannte Berge, den Mount Downton und den Itcha Mountain. Ein großer Provincial Park umgibt die Itcha Range und andere Objekte in ihrer Umgebung. Im Gebiet der Itcha Range sind mehr als 15 Säugetierarten nachgewiesen. Außerdem gibt es eine Grasland-Lebensgemeinschaft, die auf dieses Gebiet in British Columbia beschränkt ist. Die Itcha Range liegt inmitten eines Territoriums, das von indigenen Völkern seit Jahrtausenden besiedelt ist. Im Vergleich zu den Coast Mountains im Westen hat dieses Gebiet ein relativ trockenes Klima.
Im Gegensatz zu den meisten Gebirgsketten in British Columbia repräsentiert die Itcha Range einen inaktiven Schildvulkan. Dieses hochgradig zergliederte vulkanische Objekt besteht aus einer Vielfalt von Gesteinstypen wie Basanit, Hawaiit, Trachyt, Rhyolith, Phonolith und Alkaliolivinbasalt. Sie wurden durch unterschiedliche Arten vulkanischer Eruptionen abgelagert, die durch passive Lavaströme und explosive Ausbrüche charakterisiert sind. Zwei Stufen der eruptiven Aktivität wurden zusammen mit drei auf die erste Stufe beschränkten Unterstufen am Vulkan identifiziert. Der Hauptkörper der Itcha Range ist zwischen 3,8 und 3,0 Millionen Jahre alt; vor über zwei Millionen Jahren war die aktivste Schild-Phase beendet. Eine Periode der Ruhe folgte für fast eine Million Jahre, welche von der Nach-Schild-Phase des Vulkanismus vor 2,2 bis 0,8 Millionen Jahren unterbrochen wurde. Jüngere vulkanische Aktivität in der Itcha Range und um sie herum, die Schlackenkegel erzeugte, könnte es in den letzten 340.000 Jahren gegeben haben.
Die Itcha Range ist Teil einer von Ost nach West verlaufenden vulkanischen Zone, des sogenannten Anahim-Vulkangürtels. Dieser besteht aus großen Schildvulkanen, kleinen Schlackenkegeln, Lavadomen und Lavaströmen, die von West nach Ost zunehmend jünger werden. Verschiedene Erklärungen sind zur Entstehung dieses Objektes gemacht worden, von denen jede einen anderen geologischen Prozess als Ursache benennt. Wenn die vulkanische Aktivität der Itcha Range erneut zunehmen würde, wäre Kanadas Interagency Volcanic Event Notification Plan (IVENP) darauf vorbereitet, die von den Eruptionen gefährdeten Menschen zu warnen.

## Geographie

### Lage und Gelände
Die Itcha Range liegt im nördlichen Chilcotin Plateau, eines Teils des Fraser-Plateaus, welches wiederum eine der Hauptgliederungen des Interior Plateaus ist.:67,69,70,118 Es grenzt im Westen an die Ilgachuz Range, eine weitere Gebirgskette auf dem Chilcotin Plateau. Die Itcha Range liegt in einer der vielen territorialen Gliederungen von British Columbia, dem Range 3 Coast Land District.
Erosion durch Fließgewässer hat eine wichtige Rolle in der Zerteilung der Gebirgskette gespielt. Viele seiner Gipfel sind durch Gletscher gekrönt. Die Zerteilung mündete in einer Vielzahl von Landformen wie Tälern, von Gletschereis geformten Inselbergen (engl. crags) und Lavadomen. Kleine Wildbäche fließen von den alpinen Lagen der Berge in die örtlichen Prärien, wo es blassblaue felsbödige Seen gibt wie den sogenannten Itcha Lake. Drei Fließgewässer entwässern die Itcha Range, namentlich der Corkscrew Creek, der Downton Creek und der Shag Creek. Obwohl die Itcha Range durch die Erosion der Fließgewässer geprägt ist und schließlich vergletscherte, ist ihre ursprüngliche Gestalt weitgehend erhalten. Die Felsen in der Itcha Range haben eine Vielzahl von Farben, darunter rot, weiß und gelb.

### Klima
Das Klima der Itcha Range ist von der Präsenz der Coast Mountains im Westen beeinflusst, welche den Strom der vorherrschenden Westwinde unterbrechen und diese zwingen, die meiste Feuchtigkeit an den Westhängen der Coast Mountains abregnen zu lassen, bevor sie das Interior Plateau erreichen, wodurch sie einen Regenschatten für die Itcha Range erzeugen.:703
Im Gegensatz zu den Coast Mountains gibt es im Interior Plateau einen Niederschlags-Peak in den Sommermonaten, was den Einfluss von Gewittern widerspiegelt; die meisten Winter-Niederschläge fallen als Schnee. Der mittlere Jahresniederschlag für das Gebiet beträgt zwischen 400 und 800 mm, wobei die mittlere Jahrestemperatur ungefähr 3 °C beträgt, mit einem Sommer-Mittel von 12,5 °C und einem Winter-Mittel von −8 °C.

### Flora und Fauna
Das Gebiet der Itcha Range ist die Heimat eines Grasland-Ökosystems, das nirgendwo anders im südlichen oder zentralen British Columbia vorkommt. Es wird dominiert von dem Schwingelgras Festuca altaica und von Flechten. Eine ausgedehnte und diverse alpine und subalpine Vegetation ist im Gebiet gleichfalls präsent, von denen einige Arten hier ihre nördliche oder südliche Verbreitungsgrenze haben.
Verschiedene Tierarten besiedeln das Gebiet rund um die Itcha Range, darunter Pumas, Wölfe, Grizzlybären, Schwarzbären, Elche, Maultierhirsche, Schneeziegen, Biber, Kojoten, Rotfüchse, Bisamratten, Marder, Fischotter, Luchse und Vielfraße. Hier gibt es auch die größte Herde von Wald-Rentieren im südlichen British Columbia und die nördlichste Population des Kalifornischen Dickhornschafes in Nordamerika.

## Geologie

### Grundlagen
Für den Ursprung des Vulkanismus im Anahim-Vulkangürtel wurde eine Vielzahl von Mechanismen vorgeschlagen. Dazu gehören die Ausbreitung eines Grabenbruchs (engl. rifting) und das Aufschmelzen des Erdmantels, verbunden mit dem Aufbrechen der Lithosphäre aufgrund von Biegungen der Erdkruste entlang des Nordrandes der Subduktion der Juan-de-Fuca-Platte. Es gibt jedoch nur unwesentliche Evidenz für die Stützung dieser Hypothese. Der am weitesten verbreitete und für die Erklärung am besten geeignete Mechanismus für die vulkanische Aktivität im Anahim-Gürtel ist ein stationärer Hotspot. Die Annahme wird durch die gut erkennbare Zunahme des Alters der vulkanischen Objekte von West nach Ost entlang des Gürtels gestützt, die sich gut mit dem Alterstrend in der Spur des Yellowstone Hotspot vergleichen lässt. Die Nordamerikanische Platte bewegt sich westwärts über den Hotspot mit einer Geschwindigkeit von 20 bis 30 mm pro Jahr hinweg. Der Nazko Cone, ein Schlackenkegel östlich der Itcha Range, hat sein Zentrum nah am Anahim Hotspot.:9,11,12

Ausdehnung des Anahim-Vulkangürtels einschließlich der Rainbow Range, der Ilgachuz Range und der Itcha Range

Unter dem Anahim Hotspot befindet sich eine Anomalie, die sogenannte Asthenosphäre (engl. low-velocity zone), welche sich etwa 400 km in den Erdmantel nördlich des Juan-de-Fuca-Schollen-Fensters hinein erstreckt. Diese Anomalie könnte jedoch südwärts nahe dem Juan-de-Fuca-Schollen-Fenster tiefer reichen. Verbunden mit dem gut dokumentierten zeitlichen Fortschritt des oberflächlichen Vulkanismus führte dies zu der Schlussfolgerung, dass der Anahim Hotspot von einer Mantelplume über einen Strom am Rande des Schollen-Fensters gespeist wird. Eine kleine Hochgeschwindigkeits-Anomalie östlich des Nazko Cone markiert die östliche Ausdehnung der Spur des Anahim Hotspot.
Der Magmatismus im Anahim-Vulkangürtel kann bis in die Zeit vor 10–14 Millionen Jahren mit der Entstehung von Dyke-Schwärmen und Plutonen wie auch mit dem Ausstoß rhyolitischer Lavaströme und Brekzien an der British Columbia Coast zurückverfolgt werden. Die langsame kontinuierliche westwärts gerichtete Bewegung der Nordamerikanischen Platte während des späten Neogens positionierte den Anahim Hotspot weiter östlich am Chilcotin Plateau, wo vulkanische Aktivität den Schildvulkan der Rainbow Range vor 8,7 bis 6,7 Millionen Jahren entstehen ließ. Der Vulkanismus wurde danach ostwärts verschoben, entgegen der Verlagerung der Nordamerikanischen Platte, und schuf, beginnend vor 6,1 Millionen Jahren, den Schildvulkan der Ilgachuz Range. Vor 3,5 Millionen Jahren führte neuerliche vulkanische Aktivität südöstlich der Ilgachuz Range zur Entstehung der Itcha Range, des jüngsten der drei Anahim-Schildvulkane. Die Itcha Range war auch bis weit in das Quartär hinein (beginnend vor 2,58 Millionen Jahren) Ort des Vulkanismus über dem Anahim Hotspot.:575

### Struktur
Die Itcha Range ist in Bezug auf die Fläche der kleinste Schildvulkan im Anahim-Vulkangürtel. Anders als die Rainbow Range und die Ilgachuz Range ist die Itcha Range eher aus kleinen miteinander verschmolzenen vulkanischen stratigraphischen Einheiten aufgebaut, als dass sie geschichtete vulkanische Pfeiler ausgebildet hätte. Sie ist in vielerlei Hinsicht den kleinen alkalischen Schildvulkanen in Kenia und Äthiopien entlang des Ostafrikanischen Grabenbruchs ähnlich. Etwa 60 % des Schildes ist an der Oberfläche exponiert, wogegen etwa 40 % davon unter glazialem Geschiebe begraben ist. Das legt nahe, dass die Itcha Range während des Pleistozäns wiederholt vergletschert war. Gletscherschrammen an abgeschliffenen Oberflächen bei einigen der ältesten vulkanischen Gesteine im östlichen Teil des Schildes und das lokale Vorhandensein von Geschiebe-Ablagerungen über die gesamte Stratigraphie zeigen an, dass Vereisung und Vulkanismus über den Großteil der vulkanischen Historie der Itcha Range zeitgleich vorhanden waren.
Mit einer maximalen Höhe von 2375 m ist die Itcha Range der niedrigste der drei Anahim-Schildvulkane. Ihr höchster Punkt ist der Mount Downton, welcher sich in der Mitte des Schildes befindet. Nordöstlich davon liegt der Itcha Mountain, der zweithöchste Gipfel mit einer Höhe von 2290 m. Diese Berge befinden sich oben auf dem Schild, welches eine topographische Prominenz von etwa 690 m aufweist.
Die Itcha Range hat die für Schildvulkane typische breite Gestalt mit sanft geneigten Hängen. Sie besteht hauptsächlich aus 70 bis 150 m dicken felsischen Lavaströmen, die aus einem zentralen Schlot ausgestoßen wurden. Diese werden von 1 bis 4 m dicken mafischen alkalischen Lavaströmen aus mindestens 30 kleinen Schlackenkegeln überlagert. Hawaiit ist der dominierende Gesteinstyp, aber Alkaliolivinbasalt und Spinell-Lherzolith-haltiger Basanit ist gleichfalls präsent. Die Schichten verschmelzen an den Seiten mit Laven der viel älteren Chilcotin Group, welche den Anahim-Vulkangürtel umgeben. Die genaue Art und Weise der Beziehung zwischen dem Anahim-Vulkangürtel und der Chilcotin Group ist jedoch unbekannt.
In der Mitte der Bergkette ist ein Verbund aus deformierten andesitischen bis dazitischen Lavaströmen und vulkanoklastischen Sedimenten vorhanden. Diese Grundgebirgs-Gesteine entstanden im späten Mesozoikum, lange vor der Itcha Range. Sie sind den in der Hazelton Group, die nördlich der Itcha Range liegt, gefundenen Gesteinen und denen der Ootsa Lake Group des Intermontane Belt ähnlich.

### Vulkanische Historie

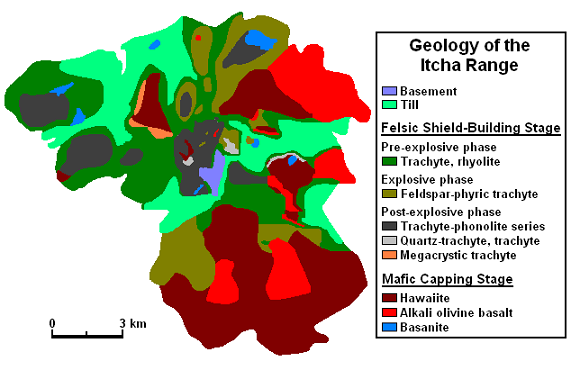
Geologische Karte der Itcha Range mit den Entwicklungsstufen

Die Itcha Range entstand während zweier vulkanischer Aktivitätsstufen. Die erste Stufe, als felsische Schild-Aufbau-Stufe bezeichnet, fällt in die Zeit vor 3,8 bis 3 Millionen Jahren. Sie besteht aus drei Phasen, einer prä-explosiven Phase, einer explosiven Phase und einer post-explosiven Phase. Eine Analyse der ersten trachytischen Magmen, die in der prä-explosiven Phase ausgestoßen wurden, legt nahe, dass sie relativ flüssig gewesen sein müssen, wie an der von ihnen bedeckten Fläche zu sehen ist. Die Eruptionen wurden während der explosiven Phase viskoser, gefolgt von noch höherer Viskosität während der post-explosiven Phase. Infolgedessen verringerte sich das Volumen des ausgestoßenen Materials über die Zeit. Die während der Schild-Aufbau-Stufe zunehmende Viskosität der felsischen Lava legt ein reifendes Leitungssystem unmittelbar unter der Itcha Range nahe, welches aus einer Vielzahl isolierter cupola-artiger Magmakammern besteht.
Eine 900.000 Jahre währende Periode der Ruhe folgte der felsischen Schild-Aufbau-Stufe, während derer die Erosion an den sanften Hängen des Schildes nagte. Diese Ruhe wurde von einer mafischen Stufe der Bedeckung vor 2,2 bis 0,8 Millionen Jahren gefolgt, aber neuerliche Aktivität könnte auch in den letzten 340.000 Jahren aufgetreten sein. Alkaliolivinbasalte der mafischen Abdeck-Stufe sind aus einer Fraktionierung eines aus Pyroxen, Olivin und Oxiden bestehenden Gesteinskomplexes abgeleitet. Die assoziierten Hawaiit-Laven können jedoch von einem Alkaliolivinbasalt durch unter hohem Druck erfolgter Fraktionierung eines Pyroxen-dominierten Gesteinskomplexes abgeleitet werden. Mit dem Schwinden der vulkanischen Aktivität während der mafischen Bedeckungs-Stufe wurden die Lavaströme viskoser und schrumpften vom Volumen her. Dies legt nahe, dass die Ursprungs-Magmen aus mit der Zeit abnehmenden Graden partieller Schmelze abgeleitet werden können. Wenn die vulkanische Aktivität der Itcha Range mit einem Hotspot in Beziehung steht, würde diese zeitliche und räumliche Entwicklung auf eine Abschwächung der Hitzequelle hindeuten.
Der Hauptteil des Schildes wurde über ein Gebiet von 300 km² verteilt. Die mit der Itcha Range assoziierte vulkanische Aktivität erstreckt sich 20 km südwärts bis zum Gebiet des Satah Mountain, wo Laven entlang eines nach Nordnordwest gerichteten Verwerfungs-Systems ausgestoßen wurden und ein zusätzliches Gebiet von 250 km² bedeckten. Obwohl das Satah-Mountain-Vulkanfeld nicht Teil der Itcha Range ist, ist es doch mit der Kette über einen vulkanischen Berggrat verbunden.:150,238

#### Die felsische Schild-Aufbau-Stufe
Die felsische Schild-Aufbau-Stufe begann mit der Eruption von Phonolith, Trachyt, phonolithischem Trachyt, Quarz-Trachyt und rhyolitischer Lava.:134,135 Darauf folgte der Vulkanismus der prä-explosiven Phase, der eine grundlegende Sequenz von aphyrischen trachytischen Lavaströmen und -domen produzierte, die geringere Anteile mit abwechselnd gebänderten rhyolitischen, sulfidhaltigen rhyolitischen Tuffen und einigen dünnen hawaiitischen Lavaströmen enthalten. Diese Aktivität konzentrierte sich am Gipfel des Vulkans, wie anhand der zum Gipfel hin zu nehmenden Dicke des vulkanischen Materials gezeigt werden kann. Ein hydrothermal veränderter aphyrischer trachytischer Dyke, der einen schmalen Grat zwischen Mount Downton und Itcha Mountain bildet, könnte die Quelle für diese Eruptionen gewesen sein.
Nachdem die basalen Trachyte ausgestoßen waren, produzierte die explosive Phase Alkali-Feldspat-Porphyr-Trachyte, die als pyroklastische Ablagerungen ausgestoßen wurden, welche wenige kleine Lavaströme und -dome enthalten. Die explosiven Eruptionen produzierten Bims-Ströme, gelagerte Tuffe, Schuttlawinen, umgelagerte polymiktische Schuttlawinen und Lavaströme von weniger als 20 m Dicke. Die porphyrischen Trachyte wurden am Gipfel des Schildes ausgestoßen und flossen nach Nordosten und Osten. Weil die porphyrischen pyroklastischen Ablagerungen von jüngeren vulkanischen Gesteinen und glazialen Geschieben überlagert sind, ist die maximale Stärke dieser Ablagerungen unbekannt.
Die felsische Schild-Aufbau-Stufe endete mit der post-explosiven Phase. Diese Aktivitätsphase schuf kleine Schlotpfropfen, Lavaströme, weniger bedeutende Glutlawinen, kanalisierte Schuttströme und einige glasige Dykes am Gipfel des Schildvulkans. Diese bestehen aus alkali-feldspatigen porphyrischen Quarz-Trachyten und Trachyten. Pfropfen aus alkali-feldspatigen Quarz-Trachyten entstanden in Rhyoliten und Trachyten der prä-explosiven Phase ebenso wie pyroklastische Ablagerungen sowie Lavaströme aus Feldspat und Trachyt in der explosiven Phase. Spätere Aktivität produzierte Trachyt- und Phonolit-Pfropfen und -Lavaströme. Dieser Vulkanismus ereignete sich hauptsächlich am Gipfel des Schildes und an seiner Westflanke. Mächtige, aus dieser vulkanischen Aktivität stammende Lavaströme haben eine Stärke von etwa 100 m, wogegen drei aufeinander folgende Lavaströme am Gipfel gemeinsam auf eine Stärke von mehr als 200 m kommen. Lava von der Westflanke floss über Grundgestein und Trachyte der prä-explosiven Phase. Im Gegensatz dazu floss Lava vom Gipfel über pyroklastisches Gestein und Lavaströme aus der explosiven Phase. Der Mount Downton und der Itcha Mountain entstanden in dieser eruptiven Periode. Das finale vulkanische Ereignis der post-explosiven Phase erzeugte 7 bis 10 m dicke trachytische Lavaströme an der Westflanke.

#### Die mafische Stufe der Bedeckung

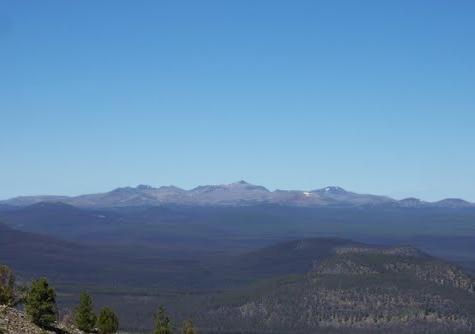
Die Itcha Range von Süden

Während der mafischen Stufe der Bedeckung wurden Basanit, Alkaliolivinbasalt und Hawaiit hauptsächlich aus kleinen Flankenvulkanen, Wällen und Spalten in der östlichen Hälfte des Schildes ausgestoßen. Die Eruptionen ereigneten sich subglazial, subaquatisch und/oder subaerisch wie die breite Palette von vesikulärer Textur, Frische und Gehalt an vulkanischem Glas in den Laven zeigt. In den meisten Fällen produzierte jeder Flankenvulkan drei oder vier Lavaströme, die aus Brüchen in den Kegelwänden austraten. Diese Ströme wurden als Pāhoehoe- und ʻAʻā-Lava ausgestoßen, aber die obersten Schichten der Lavaströme fehlen aufgrund der Erosion. Hawaiit war die am häufigsten ausgestoßene Lava der mafischen Stufe der Bedeckung, hauptsächlich am Südende der Itcha Range, aber auch in ihrem Inneren.
Der Vulkanismus der mafischen Stufe der Bedeckung begann mit dem Ausstoß von aphyrischen Hawaiit-Lavaströmen. Diese wurden von Dykes und zerteilten Schlackenkegeln in den zentralen und südöstlichen Teilen der Icha Range extrudiert. Alkaliolivinbasalte wurden zeitgleich aus jüngeren und besser erhaltenen Schlackenkegeln ausgestoßen und bildeten Lavaströme, die 30 m Dicke erreichten. Sobald die Alkaliolivinbasalt-Ströme abgekühlt waren, bildeten sie wohlgestaltete Basaltsäulen. Feldspat-Porphyr, stark mit Vesikeln durchsetzte Hawaiite und Benmoreite wurden später von verschiedenen Schloten am Gipfel des Itcha Mountain ausgestoßen.
In den nordwestlichen und nordöstlichen Teilen des Schildvulkans wurden Basanit-Lavaströme ausgestoßen; sie sind volumetrisch von untergeordneter Bedeutung. Diese repräsentieren die jüngsten bekannten Laven der Itcha Range. Ein Schlackenkegel in der Mitte des Schildes könnte jedoch noch viel jünger sein, möglicherweise so wie die Basanite am Nazko Cone im Osten, welcher vor 340.000 bis 7.100 Jahren ausbrach. Die älteren Basanite in der Itcha Range könnten zeitgleich mit den späten Feldspat-Hawaiiten ausgestoßen worden sein.

### Flankenvulkane

Ein 3-D-Modell der Itcha Range mit den unterschiedlichen Flankenvulkanen

Die Flankenvulkane der Itcha Range entstanden hauptsächlich während der frühpleistozänen mafischen Stufe der Bedeckung vor 2,2 bis 0,8 Millionen Jahren. Diese sekundären Schlote sind ihrer Natur nach monogenetisch, was bedeutet, dass jeder Kegel nur in einer einzigen Ausbruchssequenz aktiv war, bevor er erlosch. Die Dauer der vulkanischen Aktivität an diesen Kegeln kann Stunden bis Jahre betragen haben. Die Flankenvulkane der Itcha Range sind kleine Schlackenkegel, die am Gipfel und den Flanken des Schildvulkans entstanden.
| Name            | Koordinaten           | Quellenangabe            |
| --------------- | --------------------- | ------------------------ |
| Downton Cone 01 | 52° 41′ N, 124° 47′ W | Natural Resources Canada |
| Downton Cone 02 | 52° 41′ N, 124° 46′ W | Natural Resources Canada |
| Downton Cone 03 | 52° 40′ N, 124° 47′ W | Natural Resources Canada |
| Downton Cone 04 | 52° 41′ N, 124° 44′ W | Natural Resources Canada |
| Downton Cone 05 | 52° 42′ N, 124° 43′ W | Natural Resources Canada |
| Downton Cone 06 | 52° 39′ N, 124° 46′ W | Natural Resources Canada |
| Downton Cone 07 | 52° 38′ N, 124° 47′ W | Natural Resources Canada |
| Downton Cone 08 | 52° 38′ N, 124° 41′ W | Natural Resources Canada |
| Downton Cone 09 | 52° 38′ N, 124° 42′ W | Natural Resources Canada |
| Downton Cone 10 | 52° 38′ N, 124° 39′ W | Natural Resources Canada |
| Downton South-A | 52° 37′ N, 124° 53′ W | Natural Resources Canada |
| Downton South-B | 52° 36′ N, 124° 48′ W | Natural Resources Canada |
| Downton South-C | 52° 37′ N, 124° 46′ W | Natural Resources Canada |
| Downton South-D | 52° 38′ N, 124° 50′ W | Natural Resources Canada |
| Downton South-E | 52° 37′ N, 124° 43′ W | Natural Resources Canada |
| Itcha Cone 01   | 52° 44′ N, 124° 48′ W | Natural Resources Canada |
| Itcha Cone 02   | 52° 44′ N, 124° 46′ W | Natural Resources Canada |
| Itcha Cone 03   | 52° 43′ N, 124° 45′ W | Natural Resources Canada |
| Itcha Cone 04   | 52° 46′ N, 124° 48′ W | Natural Resources Canada |
| Itcha Cone 05   | 52° 46′ N, 124° 49′ W | Natural Resources Canada |
| Itcha Cone 06   | 52° 46′ N, 124° 51′ W | Natural Resources Canada |
| Itcha Cone 07   | 52° 45′ N, 124° 53′ W | Natural Resources Canada |
| Itcha Cone 08   | 52° 43′ N, 124° 55′ W | Natural Resources Canada |

## Menschheitsgeschichte

### Benennung
Im Laufe der Geschichte hatte die Itcha Range mindestens zwei Namen. Ursprünglich wurde sie Itcha Mountains genannt, wie es im BC Gazetteer von 1930 gefunden werden kann. Dieser Name war bis zum 13. März 1947 der offizielle, als er in seinen jetzigen, Itcha Range, aufgrund einer offiziellen Regelung der Regierung geändert wurde. Größere Gebirgsketten in ganz British Columbia wie die Coast Mountains behielten ihre amtlich bekanntgemachten Namen, während kleinere, insbesondere Ketten größerer Gruppierungen, umbenannt wurden. In eher informeller Sprache wird die Itcha Range einfach the Itchas genannt. Der Name Itcha ist ursprünglich indigen, ein Wort der lokal ansässigen Tsilhqot'in.
Der Mount Downton wurde durch D. M. MacKay benannt, ein Mitglied der British Columbia Land Surveyors (BCLS), welcher topographische Aufnahmen im Gebiet vornahm. Er benannte ihn nach Geoffrey M. Downton, einem weiteren Mitglied der BCLS, der für den ersten Bericht über das hydroelekrtische Potenzial geehrt wurde, welches im Dezember 1912 aus der Höhendifferenz zwischen dem Bridge River und dem Seton Lake auf gegenüberliegenden Seiten der Mission Ridge oberhalb von Shalalth abgeleitet wurde.:6,67 Dieser Name wurde am 7. Februar 1947 offiziell anerkannt. Der Name Itcha Mountain wurde am 4. März 1954 für den zweithöchsten Gipfel der offiziell anerkannt.

### Inbesitznahme

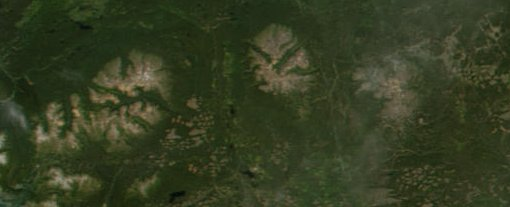
Die drei Anahim-Schildvulkane; v. l. n. r.: Rainbow Range, Ilgachuz Range und Itcha Range.

Indigene der Stämme der Dakelh und der Tsilhqot'in besiedeln das Gebiet seit Jahrhunderten. In der präkolumbischen Ära waren diese Menschen Nomaden. Sie bauten keine festen Wohngebäude und zogen von Region zu Region, um an Nahrung und andere Ressourcen zu gelangen. Tiere wie Marder, Elche und Rentiere wurden von den Dakelh- und Tsilhqot'in-Stämmen gejagt und gefangen. Im Sommer wurden Wurzeln und andere Pflanzenteile sowie vulkanisches Glas (Obsidian) gesammelt. Anahim-Obsidian wurde im gesamten Inland und auf und ab der Küste bei Bella Coola gehandelt. Aus Obsidian wurden Pfeilspitzen und Messer hergestellt, da dieses Glas mit charakteristischen, extrem scharfen Kanten bricht. In modifizierter Form wird dieses Leben durch einige Indigene bis heute praktiziert.
Anfang des 20. Jahrhunderts erreichten Siedler das Gebiet von Bella Coola aus, um extensive Viehhaltung zu betreiben. Eine dieser Ranches, die Home Ranch, nutzte den Blackwater Trail zwischen der Ilgachuz Range und der Itcha Range, um Vorräte und Vieh auf die Viehmärkte der kleinen Stadt Quesnel zu bringen. Überbleibsel dieser Ranch sind immer noch vorhanden, so wie viele Wege, die als Versorgungsrouten benutzt wurden.
Die Itcha Range und das umliegende Gebiet wurden 1995 als Class A Provincial Park ausgewiesen, um das alpine Grasland, Feuchtgebiete und Lebensräume für Tiere und Pflanzen zu schützen. Das 111.977 ha große Schutzgebiet wurde nach der Itcha Range und der Ilgachuz Range, den beiden im Park gelegenen Schildvulkanen, Itcha Ilgachuz Provincial Park genannt.

## Monitoring und  Gefährdungen durch Vulkane
Wie die anderen Vulkane im Anahim-Vulkangürtel wird die Itcha Range nicht eng genug durch die Geological Survey of Canada überwacht, um die Aktivität ihres Magmasystems feststellen zu können. Das Canadian National Seismograph Network wurde eingerichtet, um in ganz Kanada Erdbeben überwachen zu können, aber es ist zu weit entfernt aufgebaut, um verlässliche Aussagen über die Aktivitäten unter dem Vulkan zu liefern. Es könnte eine Zunahme der seismischen Aktivität ermitteln, wenn die Itcha Range sehr unruhig würde, aber dies würde nur eine Warnung für einen großen Ausbruch ermöglichen; das System könnte die Aktivität erst ermitteln, wenn der Vulkanausbruch schon im Gange wäre. Wenn die Itcha Range ausbräche, würden Prozesse in Gang gesetzt, um Hilfsleistungen zu koordinieren. Der Interagency Volcanic Event Notification Plan (IVENP) wurde geschaffen, um die Benachrichtigungskette für einige der wichtigsten Behörden in Gang zu setzen, die auf einen Vulkanausbruch in Kanada, auf einen Ausbruch nahe der Grenze zwischen Kanada und den Vereinigten Staaten oder einen Ausbruch, von dem Kanada betroffen wäre, reagieren zu können.
Wegen der Abgelegenheit der Itcha Range wären künftige Ausbrüche des Vulkans nicht mit großen Gefährdungen verbunden. Künftiger Vulkanismus findet höchstwahrscheinlich in Form basaltischer Schlackenkegel statt, aber der Ausstoß felsischen Magmas kann nicht ausgeschlossen werden.:50 Die unmittelbarste Gefahr durch künftige Ausbrüche besteht nur lokal; dazu gehören die Gefahr von Waldbränden, die von Lavaströmen ausgelöst werden, und die Unterbrechung des lokalen Luftverkehrs, wenn eine Eruptionssäule ausgestoßen würde. Vulkanische Asche reduziert die Sicht und kann Schäden an Triebwerken und anderen Systemen der Flugzeuge anrichten.